# Словник Мірзи Ебрагіма
Словник Мірзи Ебрагіма (перс. فرهنگ میرزا ابراهیم) — тлумачний словник перської мови, автором якого був Мірза Ебрагім Есфагані. Роботу над словником він закінчив 986 року місячної хіджри.
Першим словом у цьому словнику є «آرا», а останнім — «یزدادی». Автор використав багато віршів різних перських поетів як приклади вживання слів. Найбільше бейтів узяв з поезії Фірдоусі, Анварі, Фар'ябі і Камаль од-Діна Есмаїла.
Під час підготовки словника Мірза Ебрагім використовував напрацювання таких людей, як Могаммад бен Гендушах Нохджавані, який був автором словника Сохах аль-Фарас. А сам словник Мірзи Ебрагіма пізніше використовували як джерело під час написання таких словників: Маджмуеальфарас-е Сарварі, Словник Джаганґірі та інших.